# باول بواكي
باول بواكي (بالإنجليزية: Paul Boakye)‏ هو كاتب بريطاني، ولد في 28 سبتمبر 1963 في إزلنغتون في المملكة المتحدة.